# Карл Вестман
Ернст Карл Вестман (20 лютого 1866, Уппсала — 23 січня 1936, Стокгольм) — шведський архітектор, художник і кресляр.

## Життєпис
У перші десятиліття 20 століття Карл Вестман став видатним архітектором і прихильником національного романтизму. Він був сином директора «Залізного офісу» («Jernkontoret») Ернста Вестмана та Анни Матільди Форсеніус, а з 1893 був одружений з Елін Вестман, уродженою Андерсон.

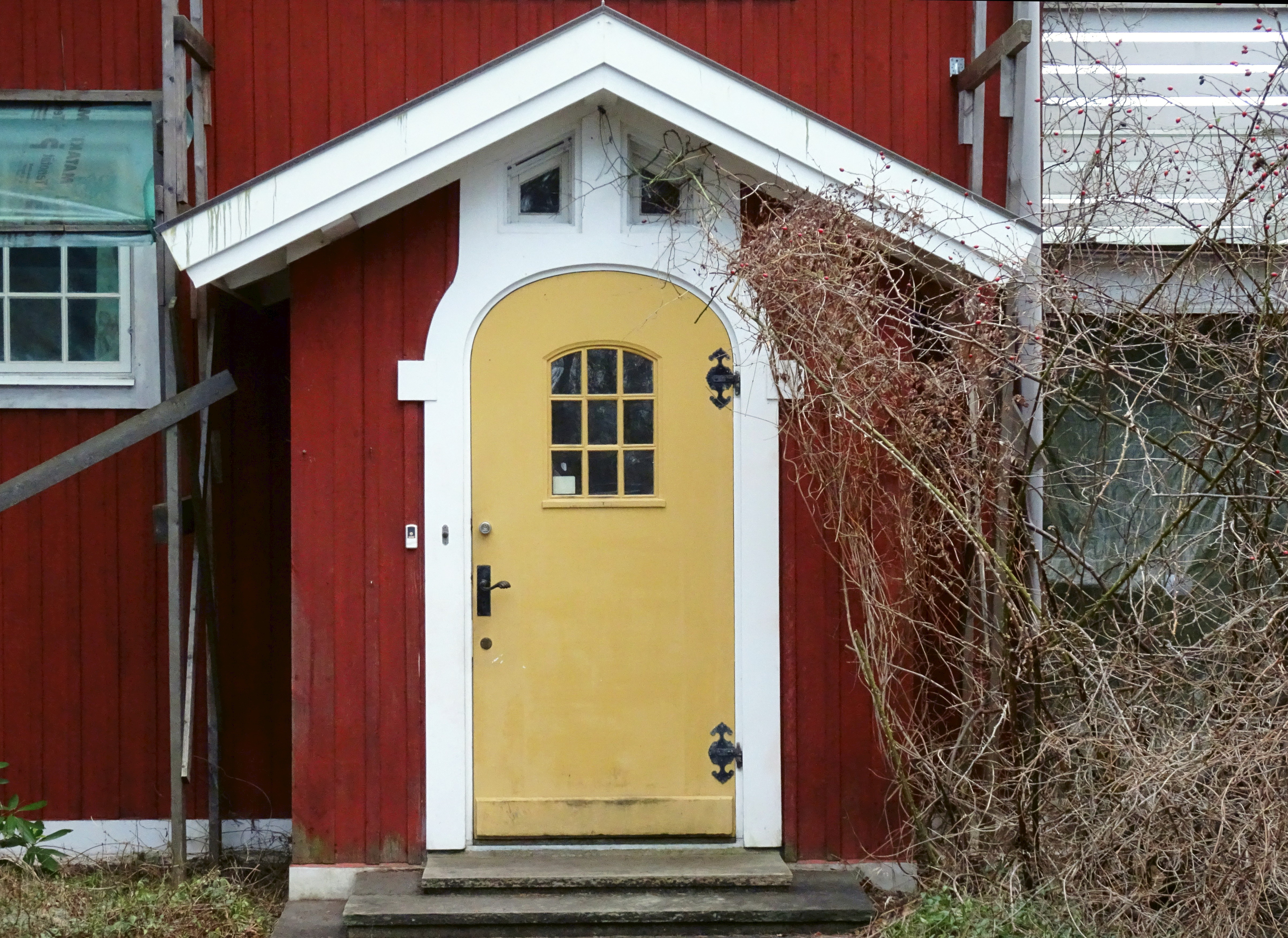
Вхід до власної вілли Вестмана в Зальцйобадені.

Карл Вестман навчався в Стокгольмі в Королівському технологічному інституті (1885–1889) та в Академії образотворчих мистецтв (1889–1892). Після роботи в Сполучених Штатах у (1893–1895) як найманим архітектором, він повернувся до Швеції в 1895. У 1895–1897, будучи найманим архітектором у Арона Йогансона, він працював над робочими кресленнями для Будинку парламенту в Стокгольмі. Потім у 1897 розпочав власну архітектурну справу.
Протягом перших років Карл Вестман проєктував приватні вілли та меблі, натхненний мовою дизайну руху мистецтв і ремесел. Протягом 1899–1905 він активно працював у Отвідабергу, де, серед іншого, побудував окремі будинки, опорну вежу для Адельснеса та керував роботою в садовій школі Адельснеса. На роботах в Отвідаберзі він працював вільним та інноваційним способом з деревом, водночас підключаючись до старих будівель млинів. Приблизно на рубежі століть у 1900 Вестман спроєктував близько п'ятнадцяти віл у передмісті Сальтшебадена, серед них вілла Пресенс 1902 року, яка вважається його проривною роботою в архітектурі вілл, а також вілла Фотографена та його власна вілла в стилі ар-нуво 1903 р. за нинішньою адресою Danska Backarna, 16. По сусідству з нею також є дорога, названа його іменем.
Великим проривом Карла Вестмана став будинок Шведського медичного товариства біля церкви святої Клари, який був побудований в 1904–1906. Будівля має простий цегляний фасад, який височіє з гранітного цоколя і був явним порушенням часто перевантаженої архітектури того часу. Вважається одним з найважливіших новаторських творів національного романтизму в Швеції. Найяскравіша і найдивніша робота Вестмана — це, мабуть, санаторій Романас (1905–1907) за межами Траноса.
Найбільшою і найвідомішою роботою Карла Вестмана є Стокгольмська ратуша (1911–1915) з її суворим виглядом Васаборга з потинькованими фасадами з цегли без прикрас і масивною вежею. Вестман також спроєктував будівлю Музею ремісничого мистецтва Röhsska в Гетеборзі (1910–1914). У 1916 був прийнятий архітектором до Шведського агентства лікарських засобів і пропрацював там до кінця своєї кар'єри. Серед іншого, він керував першим проєктом Радіумгеммета та Каролінської лікарні з 1931. Будинки були спроєктовані в суворій функціоналістичній цегляній архітектурі. Для Радіумгеммета він також розробив меблі та лікарняні ліжка. Цю роботу продовжили після його смерті Свен Албом і Свен Мальм.
Ще в роки навчання Вестман зосередився на художній стороні архітектурної професії і виявив незвичайний талант до малювання та орнаментальної композиції. Він деякий час думав про те, щоб повністю присвятити себе архітектурі меблів і малюванню карикатур, але після того, як деякі з його архітектурних конкурсних пропозицій були прийняті, архітектура стала його основною формою вираження. Як карикатурист, він був опублікований у Palettskrap 1891, Ord och bild 1894, Strix 1897 та Arkitektur 1903. Вестман намалював і розробив плакат для пива Stora Bryggeriet в 1895 і серію художніх ініціалів, які були опубліковані в Teknisk tidskrift 1900.Під час оформлення весільного залу в Стокгольмській ратуші Вестман був одним із тих, хто виступив проти пропозиції Ісаака Ґрюневальда і втрутився, намалювавши орнаментально стилізований пейзажний мотив із казковим гаєм, заповненим квітами, деревами та тваринами, який тоді виконав Філіп Монсон.

## Вибрані твори

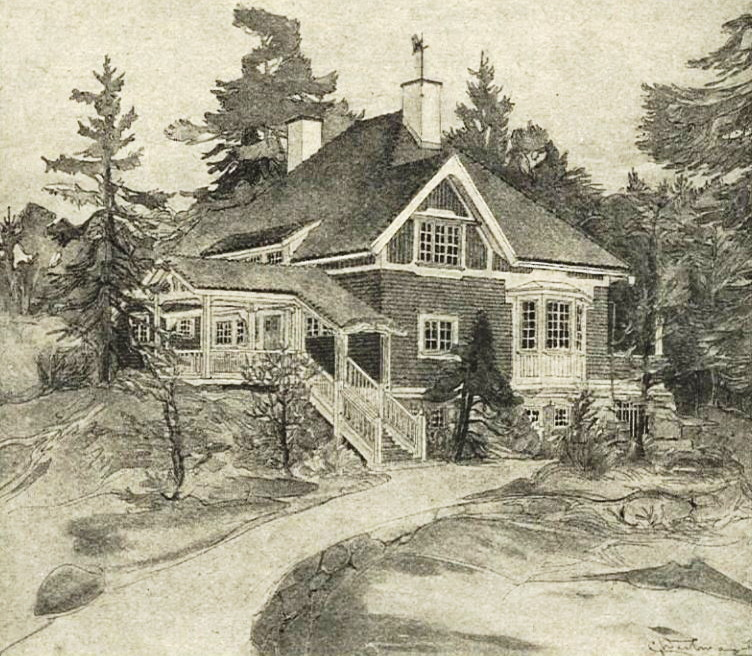
Прес-вілла, ескіз Вестмана, 1902.

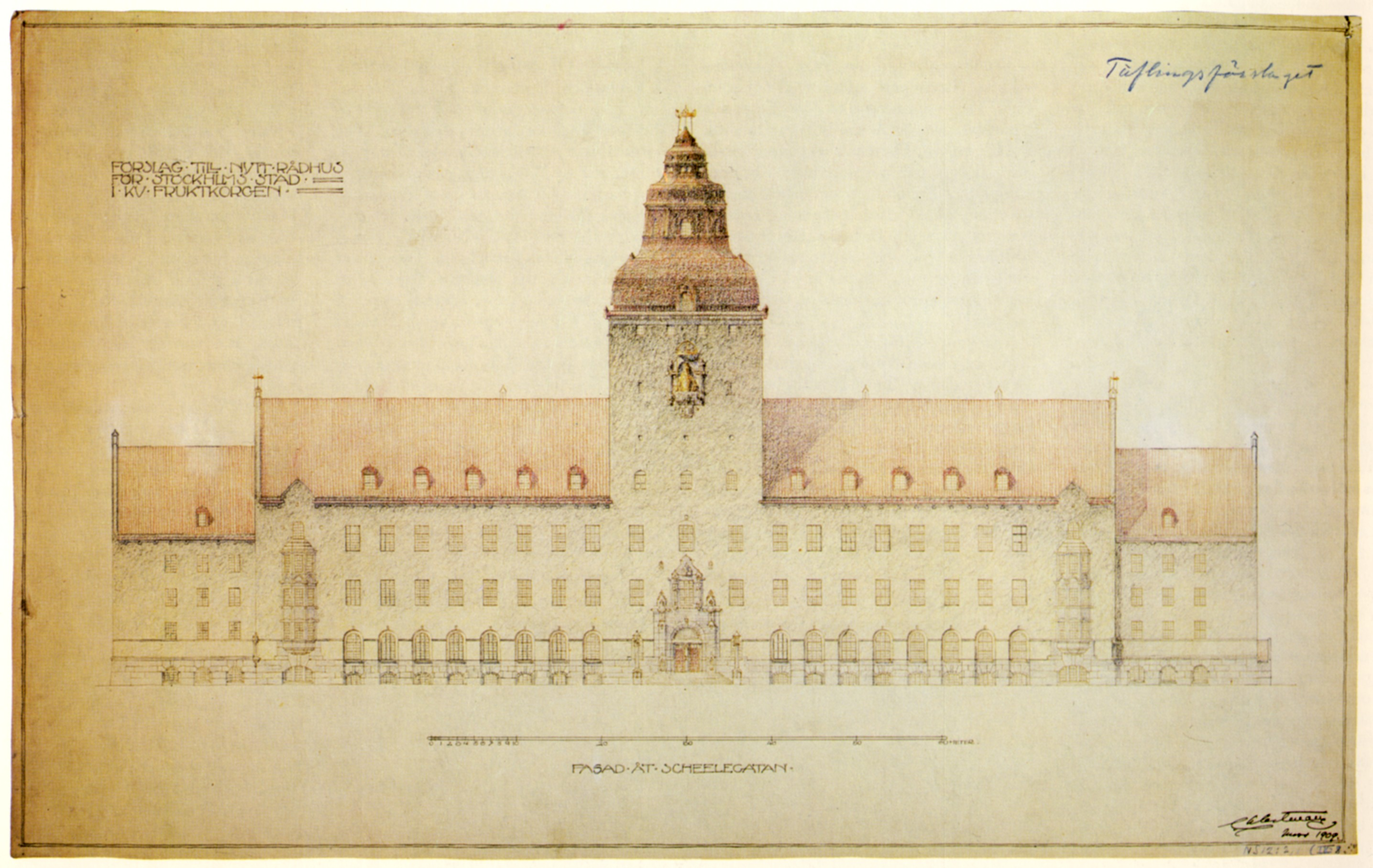
Малюнок фасаду ратуші Стокгольма, 1909.

- Вілла Прессена в Зальцйобадені, 1902 (нині знесена)
- Власна вілла Карла Вестмана на Danska Backarna 16 в Сальтсйобадені, 1903
- Таммська вілла на Ringvägen 37 в Зальцйобадені, 1903
- Тулінська вілла на Saltsjöpromenaden 38, Зальцйобаден, 1903
- Лікарня Сундбю в муніципалітеті Стренгнес близько 1900–1904 рр.
- Літній готель в ресторані Restaurangholmen в Зальцйобадені, 1904
- Вілла Фотографена в Зальцйобадені, 1905.
- Будинок Шведської медичної асоціації в церкві святої Клари в Стокгольмі, 1904–1906
- Будинок суду в Нючепінгу
- Ремісничий музей Рьоска в Гетеборзі, 1910–1914
- Гамла Юрсгольм, комуна Дандерид, 1914
- Ратуша Стокгольма, 1911–1915
- Вілла Bünsowska, Diplomatstaden у Стокгольмі, 1919
- Лікарня Святої Марії, Гельсінгборг, 1927
- Лікарня Червоного Хреста, Норра Юргорден, Стокгольм, 1927.
- Лікарня Умедален, Умео, 1929–1934
- Ферма Högberga, Villa Fåhraeus, комуна Лідінге.
- Радіумгеммет у Стокгольмі, 1931–1936
- Лікарня Беккомберга, Стокгольм, 1929–1935

- Вестман представлений в архівах Академії мистецтв, Національному музеї[9] у Стокгольмі, Музеї Рьоска[10] та Стокгольмському міському музеї.

## Галерея робіт

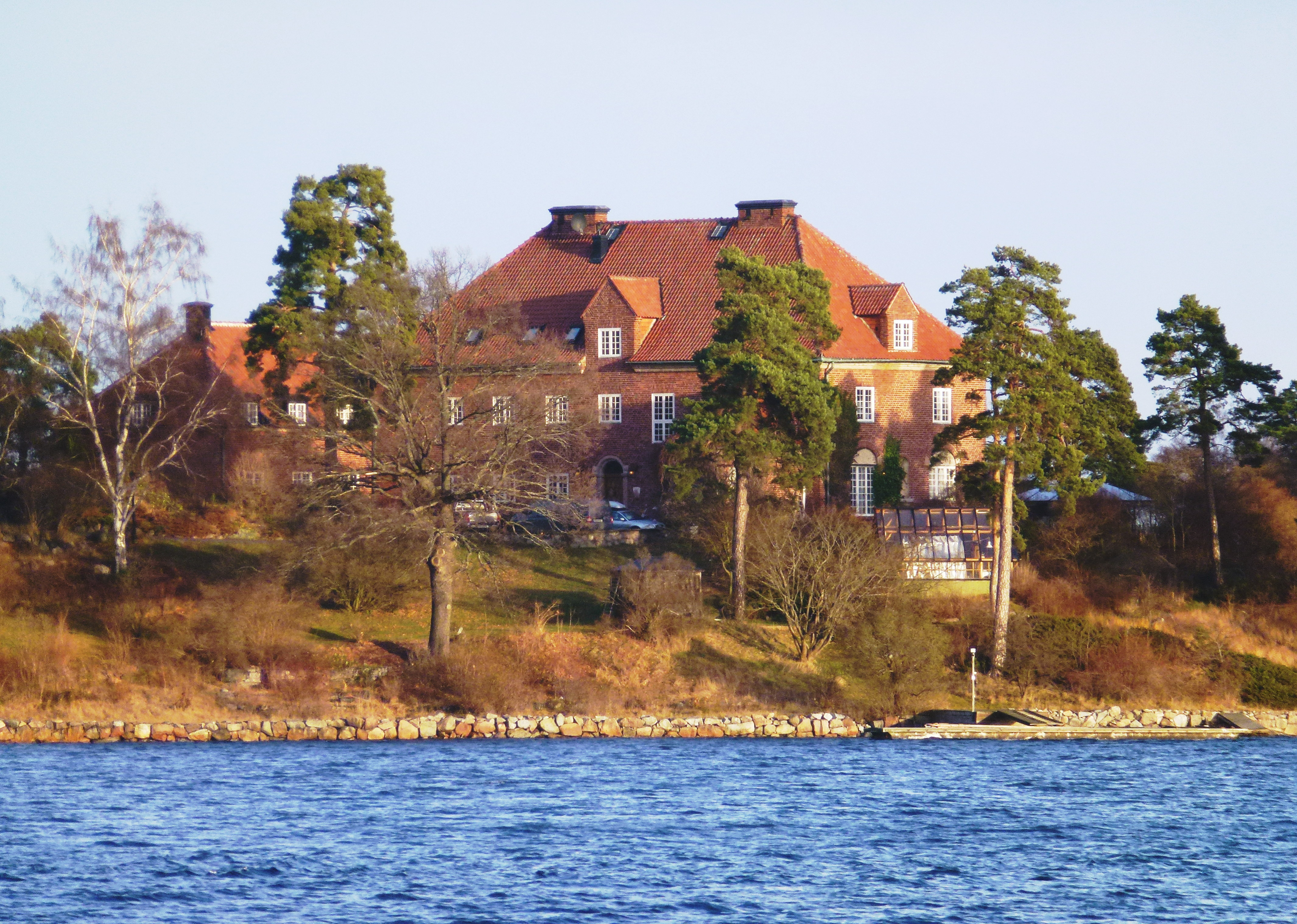
Старий Юрсгольм (Gamla Djursholm)
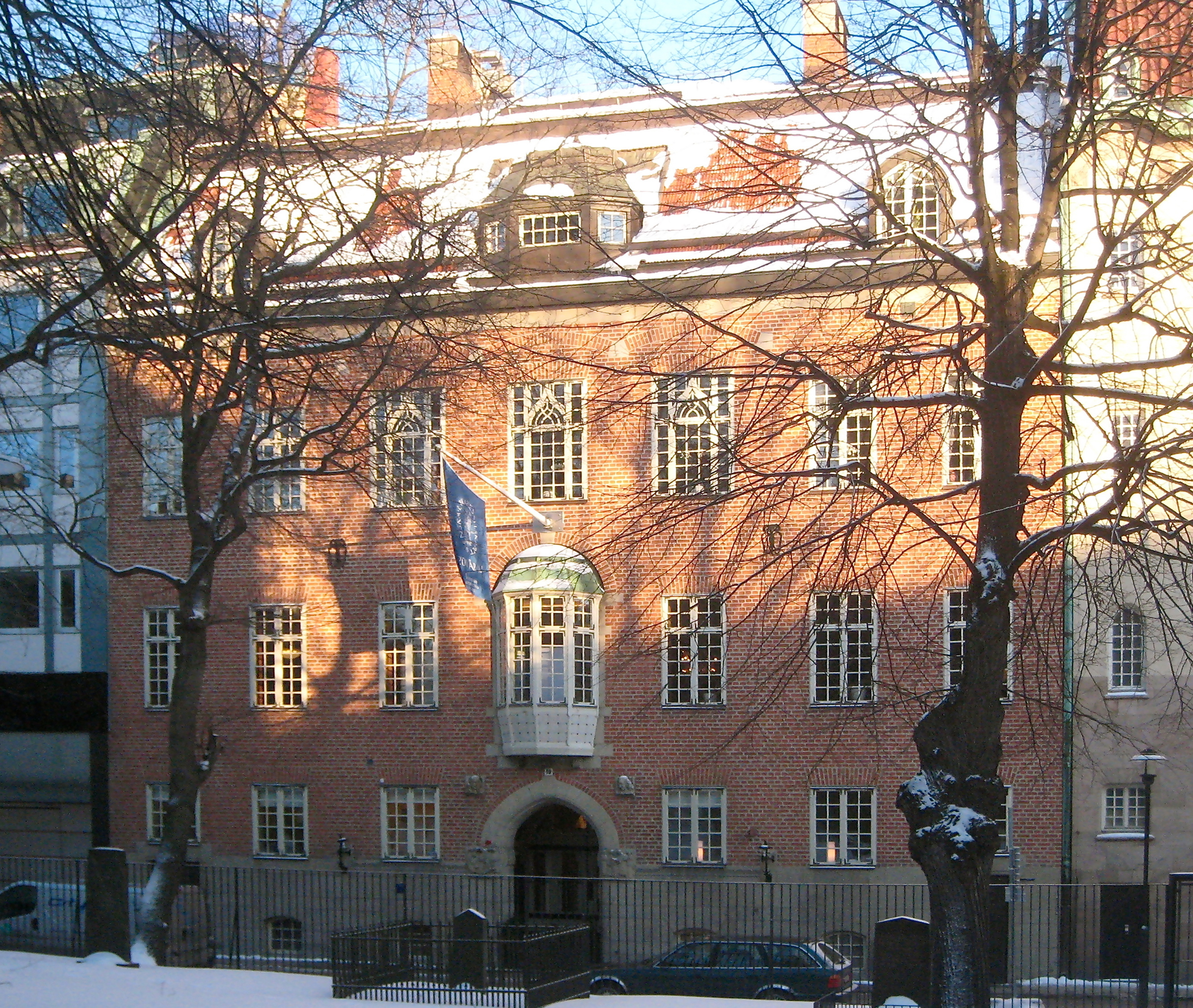
Будинок Шведської медичної асоціації (Svenska läkaresällskapets hus)
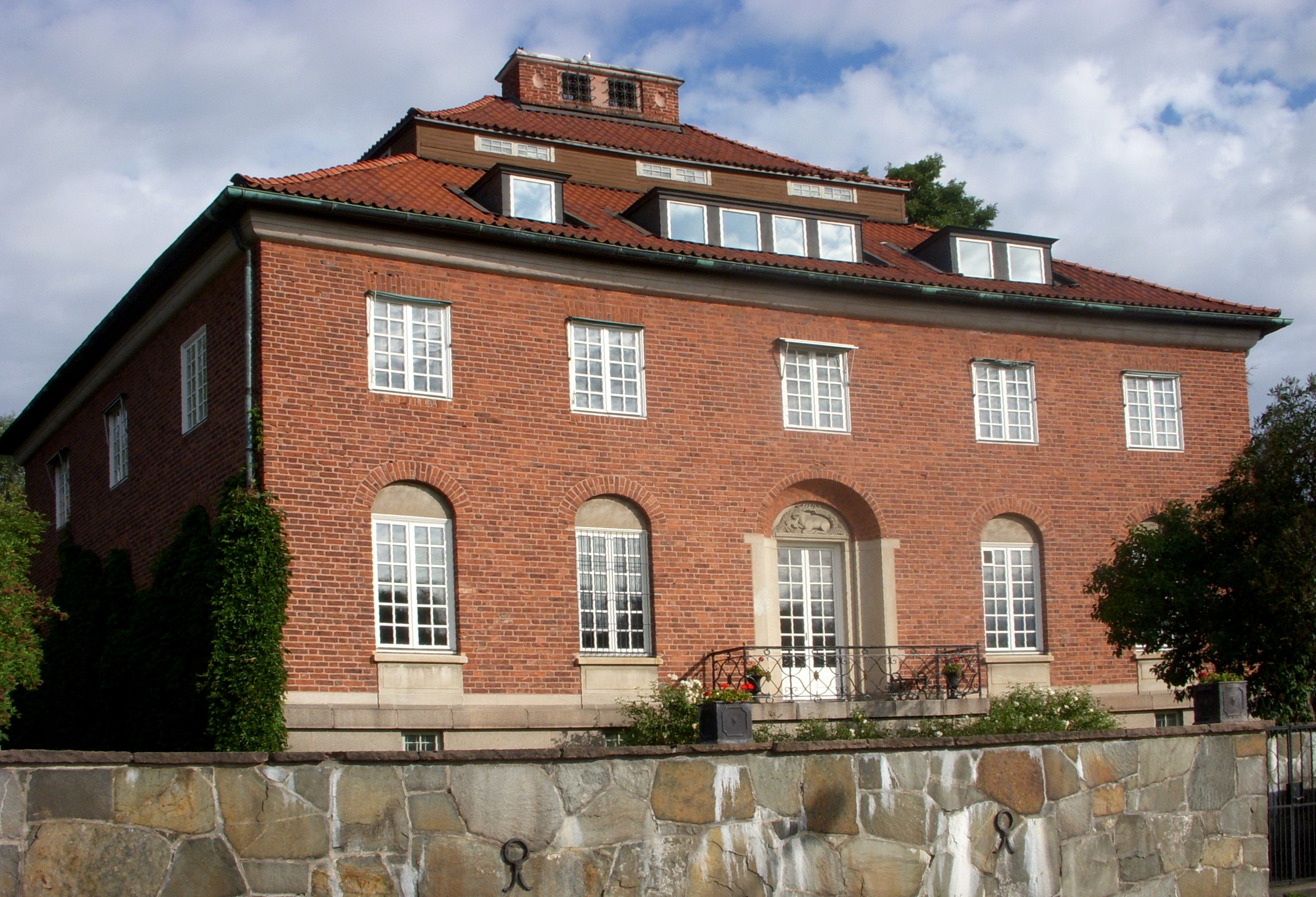
Бюнсовська вілла (Bünsowska villan)
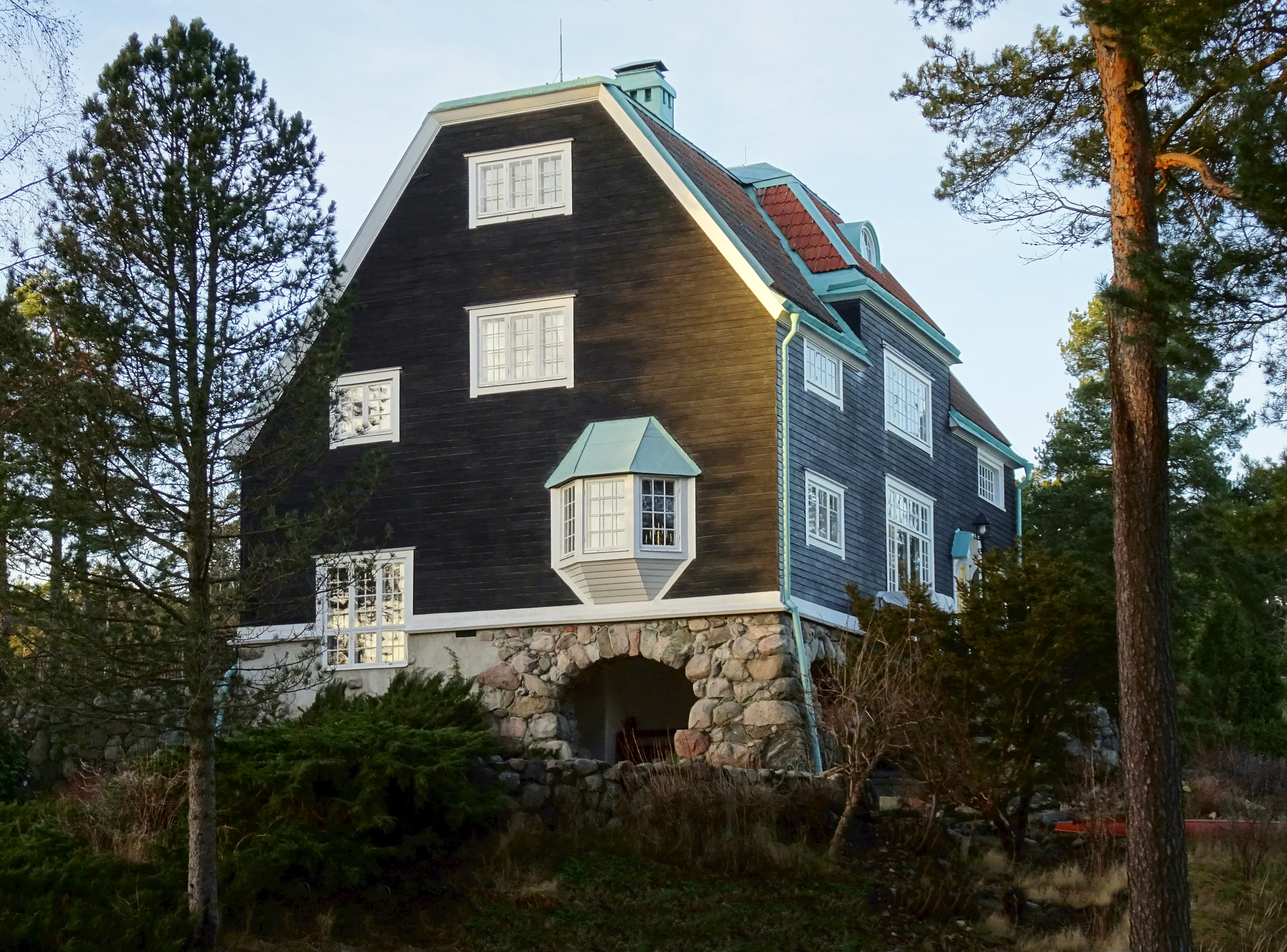
Тулінська вілла (Thulinska villan)
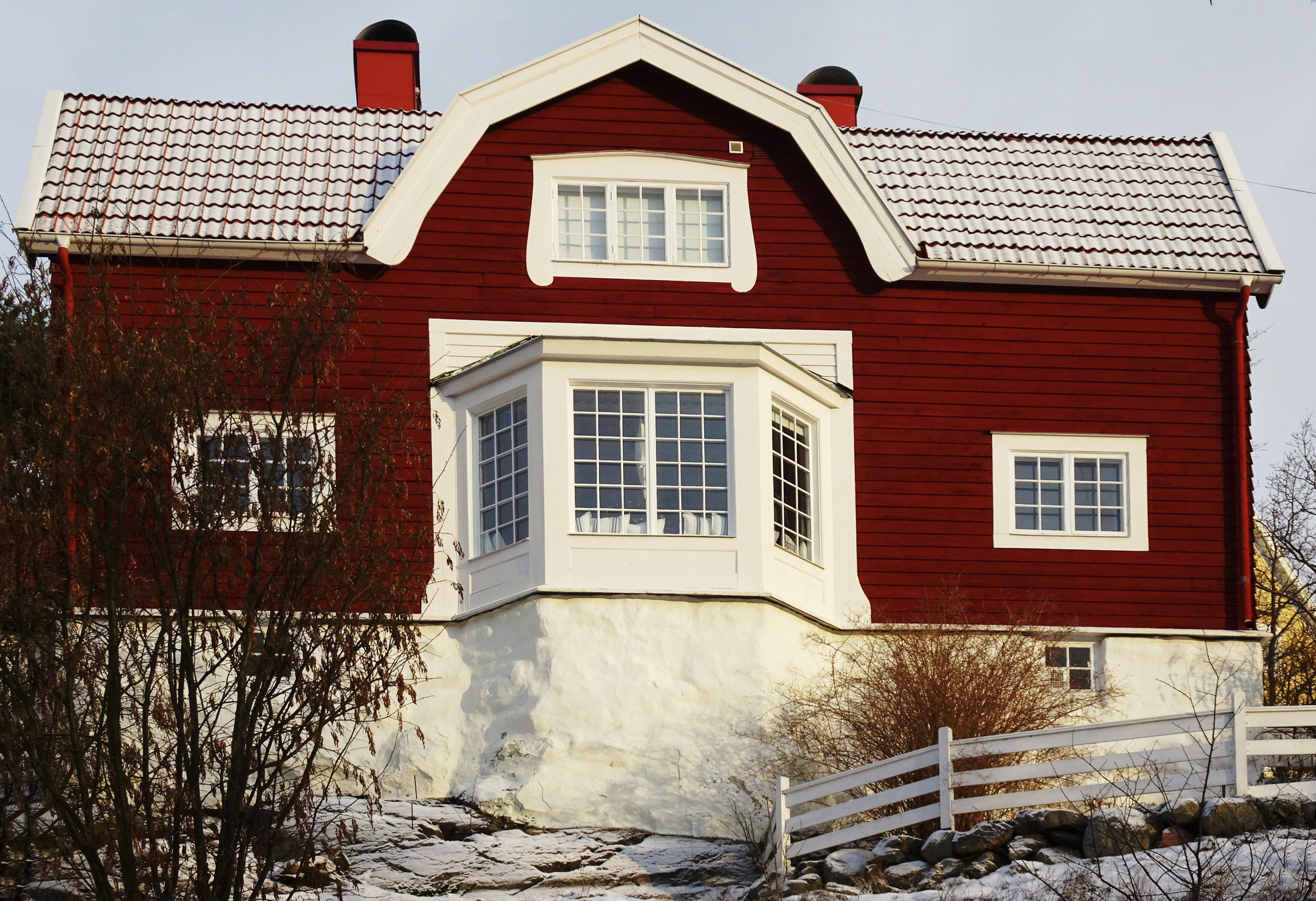
Таммська вілла (Tammska villan)
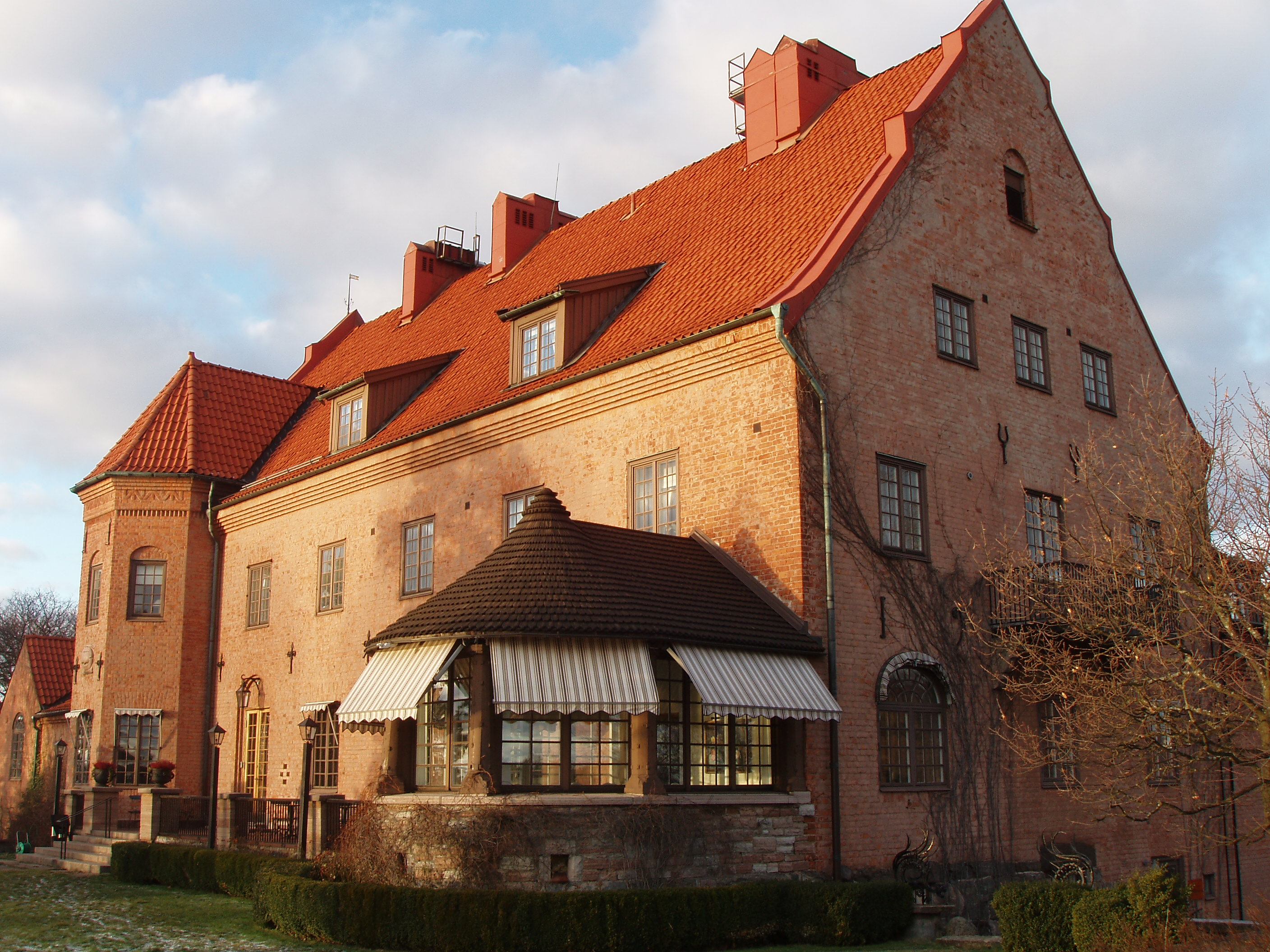
Ферма Гьоґберґа (Högberga gård)
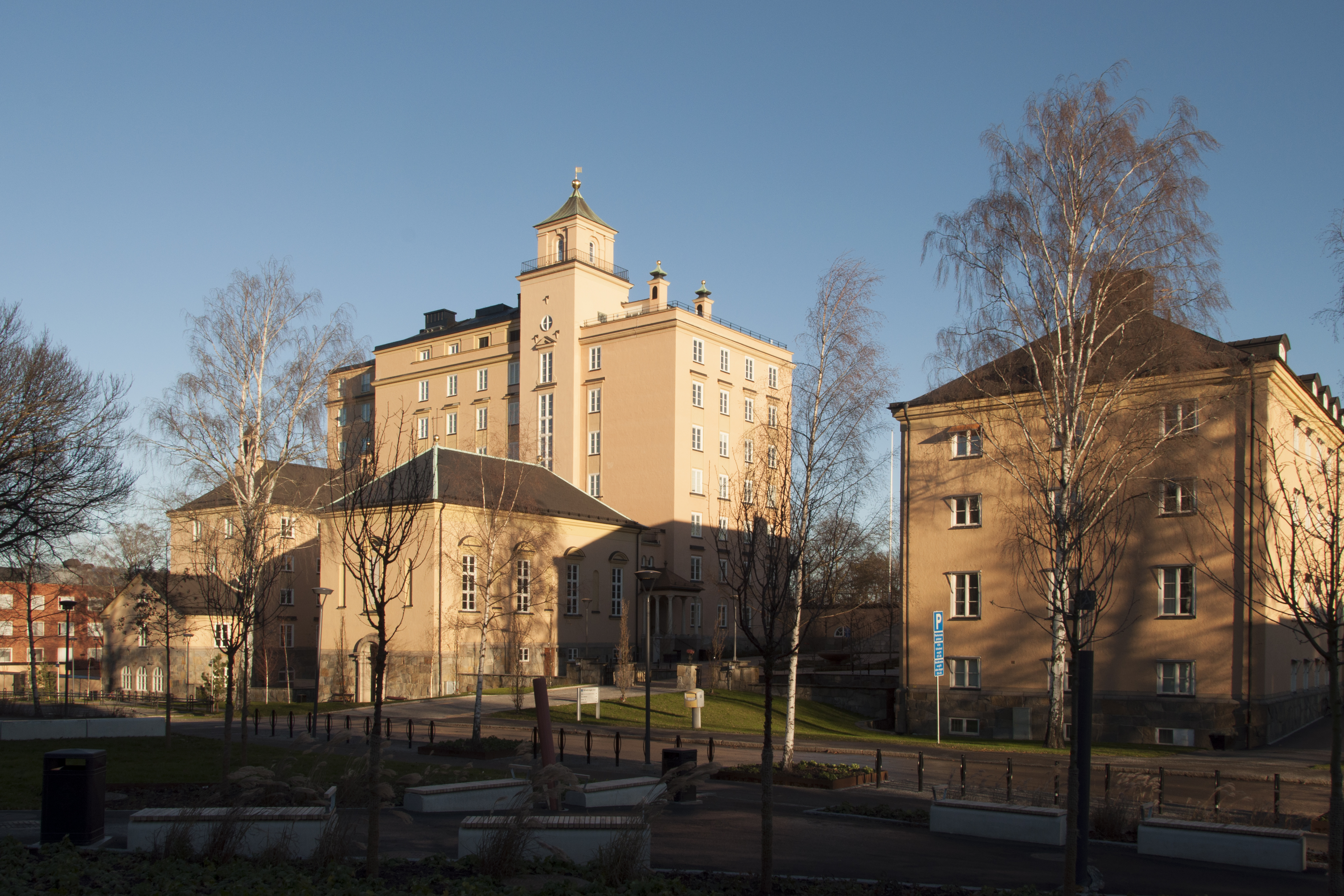
Лікарня Червоного Хреста (Röda Korsets sjukhus)
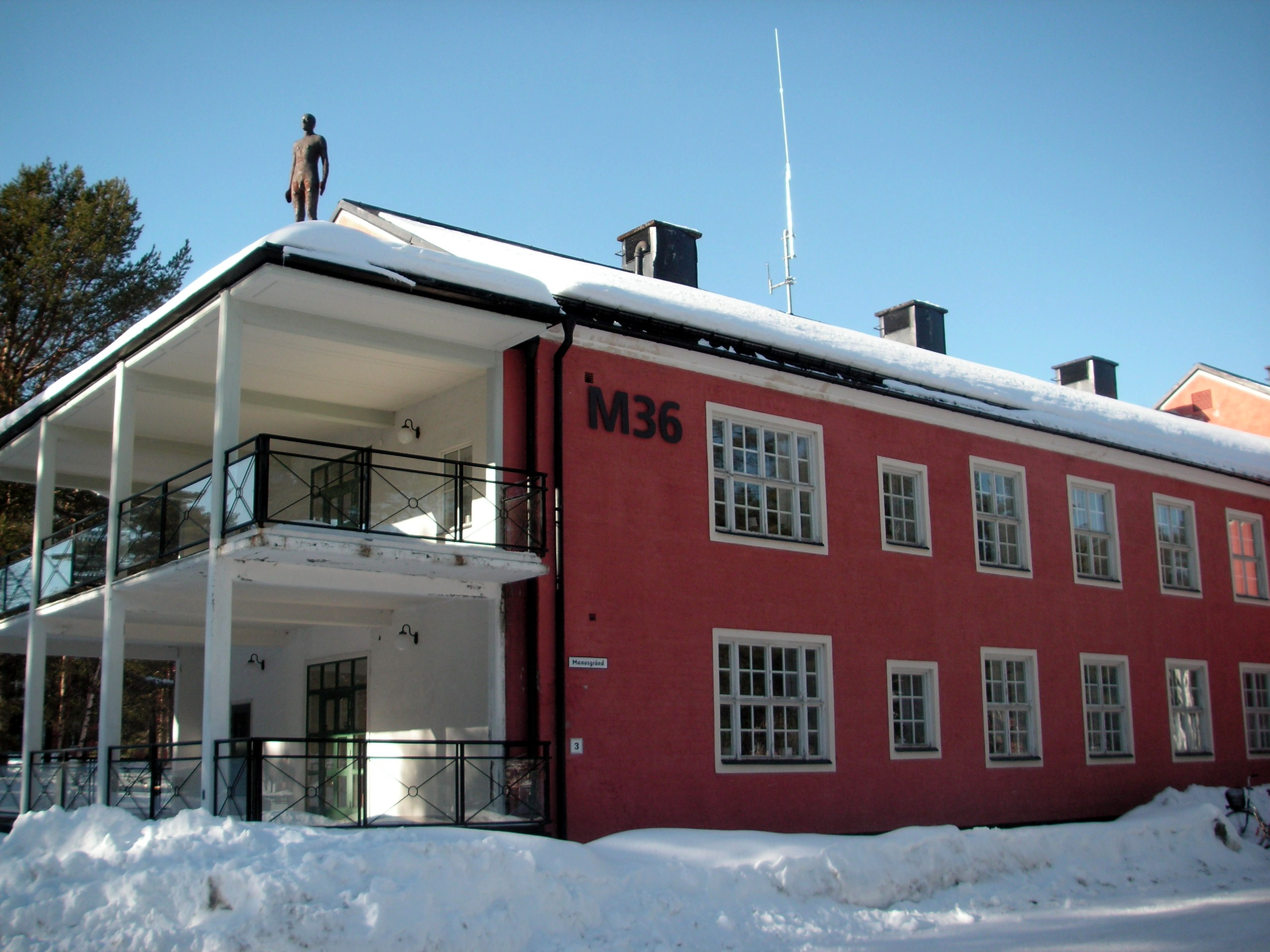
Лікарня Умедален (Umedalens sjukhus)
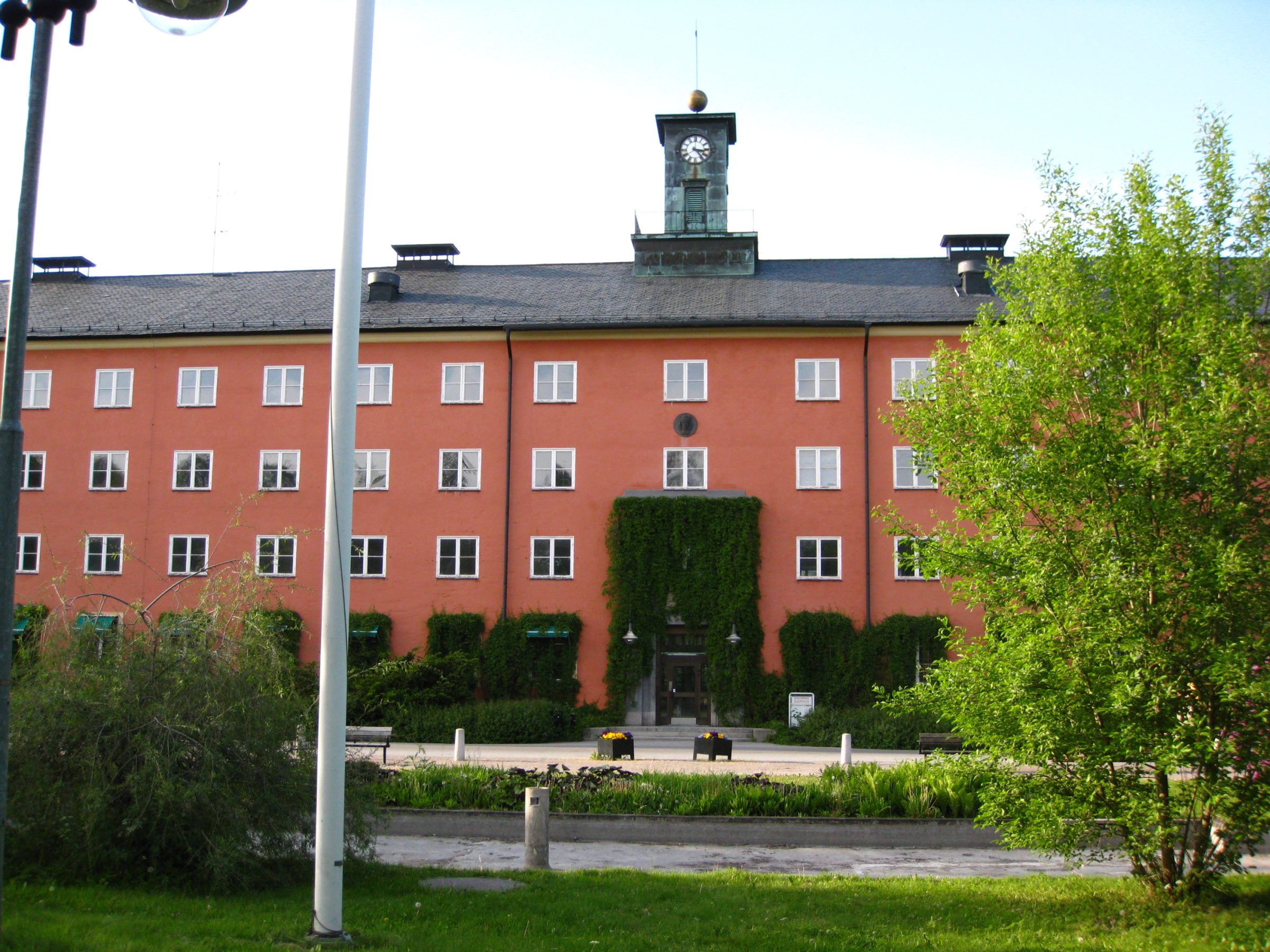
Лікарня Беккомберга (Beckomberga sjukhus)
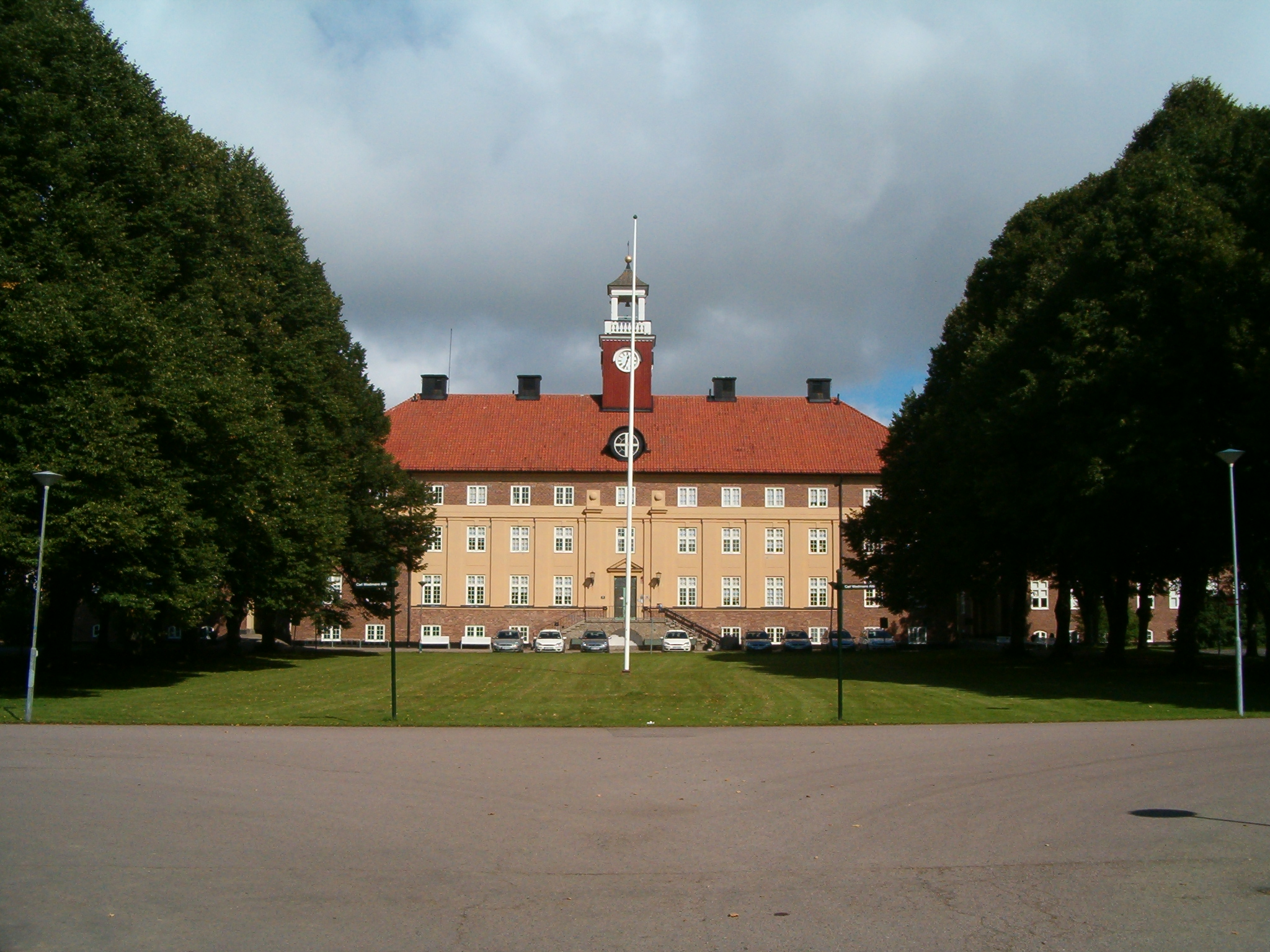
Лікарня Святої Марії